# أسلاف
الأسلاف (تسمية ثنائية:Archonta) هي مجموعة من الثدييات، تعتبر فوق رتبة في بعض التصنيفات، والتي تتكون من هذه الرتب:
- الرئيسيات
- أشباه الأدابيسيات (أسلاف منقرضة مثل الرئيسيات المنقرضة)
- زبابيات الشجر
- أدميات الأجنحة

في حين أن الخفافيش كانت تدرج بشكل تقليدي ضمن الأسلاف، فقد اقترح التحليل الجيني الأخير أن الخفافيش تنتمي بالفعل إلى اللوراسيات. تم اقتراح أصنوفة منقحة وهي الأسلاف الحقيقية والتي تستثني الخفافيش.
قد تكون هذه الأصنوفة قد نشأت في فترة الطباشيري المبكر (قبل أكثر من 100 مليون سنة)، لذلك قد تفسر نظريات أخرى تطور الثدييات على أنه تشعب تطوري من سلالة واحدة على بقيت على قيد الحياة بعد انقراض العصر الطباشيري-الثلاثي للحيوانات الضخمة في حقبة الحياة الوسطى، مثل سلسلة التشعبات التطورية السابقة المتعلقة بتفكك غوندوانا ولوراسيا مما سمح للمزيد من الناجين.